# Funículo anterior

Divisões da medula espinhal.

Funículo anterior é a porção anterior da medula espinhal composta por substância branca.